# Amerika (album)
 For alternative betydninger, se Amerika (flertydig). (Se også artikler, som begynder med Amerika)
Amerika er det trettende studiealbum af den danske popgruppe tv·2. Det blev udgivet den 29. januar 2001 på PladeSelskabet Have A Cigar og EMI. Albummet gik ind på hitlistens førsteplads og modtog i april 2001 platin. Amerika har ifølge tv·2 solgt 56.000 eksemplarer.

## Anmeldelser
Lars Rix fra Aktuelt skrev, at Steffen Brandts tekster "bare bliver bedre og bedre, for hver gang en ny pladereception bliver afholdt", men kritiserede albummets produktion for at være et "halvgjort forsøg på at fange en toneart i tiden som ikke er og aldrig vil blive TV-2's egen."
I sin anmeldelse for Ekstra Bladet gav Thomas Treo Amerika to ud af seks stjerner og skrev: "Ikke overraskende lyder TV-2 akkurat som TV-2, og når de ikke gør det, fremstår de som et orkester, der på krampagtig og ganske uskøn vis halser et par millioner kilometer efter tidens toneklang." Henning Høeg fra BT gav albummet tre ud af seks stjerner med begrundelsen, at sangene "lyder, som TV-2 har lydt tusind gange før", og er "i lidt for høj grad, som det har været i årevis". Dog roste anmelderen sangene "Amerika" og "De er meget interesserede i", som han kaldte for nogle af Steffen Brandts bedste kompositioner.

## Spor
Alt tekst og musik er skrevet af Steffen Brandt.
| #   | Titel                         | Producer(e)                     | Længde |
| --- | ----------------------------- | ------------------------------- | ------ |
| 1.  | "Granvoksen mand"             | Nikolaj Steen                   | 3:59   |
| 2.  | "Sommerdag ved stranden"      | Nikolaj Steen                   | 4:29   |
| 3.  | "Hallo hallo"                 | Nikolaj Steen                   | 4:12   |
| 4.  | "Lad mig blive din"           | Nikolaj Steen                   | 4:40   |
| 5.  | "Gør det selv, selv"          | Halfdan E.                      | 4:58   |
| 6.  | "Vild tid"                    | Peter Biker                     | 4:12   |
| 7.  | "Et sted derude"              | Greg Walsh                      | 3:44   |
| 8.  | "Tak for i aften"             | Halfdan E.                      | 3:47   |
| 9.  | "Softwarefejl"                | Morten Eriksen, Peter Stengaard | 3:50   |
| 10. | "Fald min engel"              | Per Sunding                     | 3:51   |
| 11. | "Amerika"                     | Greg Walsh                      | 4:01   |
| 12. | "De er meget interesserede i" | Nikolaj Steen                   | 3:58   |

## Personel

### Produktion
- Nikolaj Steen – producer
- Halfdan E. – producer
- Greg Walsh – producer
- Peter Biker – producer
- Morten Eriksen – producer
- Peter Stengaard – producer
- Per Sunding – producer
- Henrik Nilsson – teknik
- Nikolaj Vinten – ass. teknik
- Johannes Stærk – ass. teknik
- Kenneth Kikkenborg – ass. programmering på "Vild tid"

### Musikere
- Sven Gaul – trommer
- Hans Erik Lerchenfeld – guitar
- Georg Olesen – bas
- Steffen Brandt – vokal, keyboards og akk. guitar
- Niels Hoppe – tenor- og barytonsaxofon og arrangement
- Knud Erik Nørgaard – trompet
- Anders Majlund Christensen – basun
- Henrik "Stadig unge" Nilsson – keyboards, beats og loops
- Ingemar Brantelid – cello
- Anne Lindeskov – bratsch
- Lars Bjørnkjær – violin
- Flemming Andersen – violin
- Per Ekdahl – arrangement
- Marie Køhnke – kor
- Louise Norby – kor
- Tine Bjerggaard – kor

## Hitlisteplacering
| Hitliste (2001) | Højeste placering |
| --------------- | ----------------- |
| Danmark         | 1                 |